# Eviction
Eviction war eine US-amerikanische Thrash-Metal-Band, die im Jahr 1986 in Leetsdale, Pennsylvania gegründet wurde. 

## Geschichte
Die Band nahm ihr erstes Demo Struggle with Society im Jahr 1987 auf. Im Folgejahr erschien bereits das nächste Demo namens Who Will Win?. Dadurch erreichte die Band einen Vertrag bei Metal Blade Records. Es folgten Auftritte mit anderen Bands wie Exodus und Vio-lence. Im Jahr 1990 veröffentlichte die Band ihr erstes und einziges Album namens The World Is Hours Away. Die nächsten drei Jahre folgten einige weitere Auftritte und im Jahr 1993 veröffentlichten sie das Demo Think Tank. Danach löste sich die Band auf. Bassist Ted Williams trat später der Band Dream Death bei, bei der er auch schon vorher gespielt hatte. Todd Porter und Rob Tabachka spielen zusammen in einer Band namens Silver Tongued Devil. Rob Tabachka vertreibt einen Musikladen in Pittsburgh.

## Stil
Die Band spielte klassischen Thrash Metal, wobei den Liedern ein deutlicher Hardcore-Einfluss anzuhören ist.

## Diskografie
- 1987: Struggle with Society (Demo, Eigenveröffentlichung)
- 1988: Who Will Win? (Demo, Eigenveröffentlichung)
- 1990: The World Is Hours Away (Album, Metal Blade Records)
- 1993: Think Tank (Demo, Eigenveröffentlichung)